# Anolis nelsoni
Espèce
Synonymes
- Norops nelsoni (Barbour, 1914)

Anolis nelsoni est une espèce de sauriens de la famille des Dactyloidae. 

## Répartition
Cette espèce est endémique des îles Swan au Honduras.

## Étymologie
Cette espèce est nommée en l'honneur de George Nelson qui a recueilli l'holotype.

## Publication originale
- Barbour, 1914 : A Contribution to the Zoögeography of the West Indies, with Especial Reference to Amphibians and Reptiles. Memoirs of the Museum of Comparative Zoölogy, vol. 44, no 2, p. 205-359 (texte intégral).